# Cecoslovacchia ai X Giochi olimpici invernali
La Cecoslovacchia partecipò ai X Giochi olimpici invernali, svoltisi a Grenoble, Francia, dal 6 al 18 febbraio 1968, con una delegazione di 48 atleti impegnati in otto discipline.

## Medagliere

### Per discipline
| Sport                 | Oro | Argento | Bronzo | Totale |
| --------------------- | --- | ------- | ------ | ------ |
| Salto con gli sci     | 1   | 1       | 0      | 2      |
| Hockey su ghiaccio    | 0   | 1       | 0      | 1      |
| Pattinaggio di figura | 0   | 0       | 1      | 1      |
| Totale                | 1   | 2       | 1      | 4      |

### Medaglie
| Medaglia | Atleta | Sport                 | Evento                          |
| -------- | --- | --------------------- | ------------------------------- |
| Oro      | Jiří Raška | Salto con gli sci     | Trampolino normale              |
| Argento  | Vladimír Nadrchal Vladimír Dzurilla Josef Horešovský Jan Suchý Karel Masopust František Pospíšil Oldřich Machač Jozef Golonka Jan Hrbatý Václav Nedomanský Jan Havel Jaroslav Jiřík Josef Černý František Ševčík Petr Hejma Jiří Holík Jiří Kochta Jan Klapáč | Hockey su ghiaccio    | Maschile                        |
| Argento  | Jiří Raška | Salto con gli sci     | Trampolino lungo                |
| Bronzo   | Hana Mašková | Pattinaggio di figura | Pattinaggio di figura femminile |